# Ischnothele reggae
Ischnothele reggae är en spindelart som beskrevs av Coyle och Meigs 1990. Ischnothele reggae ingår i släktet Ischnothele och familjen Dipluridae.
Artens utbredningsområde är Jamaica. Inga underarter finns listade i Catalogue of Life.